# 시러스 에어크래프트
시러스 디자인 코퍼레이션(영어: Cirrus Design Corporation)은 상표명 시러스 에어크래프트(Cirrus Aircraft)로 잘 알려진 미국의 경비행기 제조사이다.